# Turia (przystanek kolejowy)
Turia (biał. Тур’я, ros. Турья) – przystanek kolejowy w miejscowości Dziakowce, w rejonie szczuczyńskim, w obwodzie grodzieńskim, na Białorusi. Nazwa pochodzi od oddalonej o 8,7 km wsi Turia.